# Транспорт в Доминике
Транспорт Доминики представлен воздушным, водным и автомобильным. Поскольку Доминика — островное государство на Наветренных островах в Карибском море, большинство людей прибывают в страну через аэропорт Дуглас — Чарльз, куда направляется большинство коммерческих рейсов. Доминика также использует морской транспорт, в стране существует и сеть автомобильных дорог.

## Аэропорты
На острове два региональных аэропорта и ни одного международного. Основной аэропорт, аэропорт Дуглас–Чарльз, находится на северо-восточном побережье, примерно в 45 минутах езды от Портсмута (и в часе езды от столицы страны). Второй — аэропорт Кейнфилд — ещё ближе к Розо, расположен на юго-западном побережье. Среди авиакомпаний, производящих полёты в аэропорт Кейнфилд, можно выделить Air Antilles Express, Winair, Coastal Air, (используют самолёты Cessna), Anguilla Air Services, Airawak, VI Airlink, Fly BVI, SVG Air. Аэропорт Дуглас-Чарльз подходит для ограниченного обслуживания коммерческих самолётов из-за специфической длины взлётно-посадочной полосы. В Дуглас-Чарльзе регулярно летают самолёты компаний Air Sunshine, Winair Seaborne Airlines, ATR (последние используют двойной турбовинтовой самолёт Saab 340), а также Conviasa и Amerijet. Amerijet, используя Boeing 727, являлась единственной авиакомпанией в Доминике, которая в полётах на остров использовала реактивный самолёт. После того, как на Доминику обрушился тропический шторм Эрика, Amerijet прекратил выполнение рейсов в аэропорт Дуглас-Чарльз. Работы по расширению взлётно-посадочной полосы и модернизации аэропорта начались в 2006 году и продолжались в течение следующих четырёх лет. В марте 2013 года авиакомпания American Eagle прекратила полеты на остров из-за их убыточности. В настоящее время прямые рейсы на Доминику выполняются только с других островов Вест-Индии. При аэропорте Дуглас — Чарльз находится офис Управления гражданской авиации Восточного Карибского бассейна на Доминике.

## Дороги
Доминика имеет 1512 км автомобильных дорог, из которых 762 км с твёрдым покрытием. Дорожная сеть Доминики проходит в основном вдоль побережья и по долинам рек. Основные дороги представляют собой двухполосные автомагистрали, которые соединяют столицу Доминики Розо с Портсмутом (шоссе им. Эдварда Оливера Леблана) и аэропортом Дугласа-Чарльза (шоссе им. Николаса Ливерпуля). Поездка от Портсмута до Розо занимает около 45 минут. Частные микроавтобусы составляют основную систему общественного транспорта. Эти основные дороги были недавно реконструированы при содействии Китая и Европейского союза.
Из-за тропического шторма Эрика были повреждены дороги и мосты, в том числе пострадали дорожные покрытия вышеупомянутых шоссе.

## Железная дорога
Единственная железная дорога, которая когда-либо действовала на острове — 45-километровая железная дорога, которая шла вглубь суши из Портсмута. Действовала она лишь с 1910 по 1913/14 годы.

## Водные пути
Доминика также предоставляет порты трёх городов (Розо, Вудбридж-Бея и Портсмута) для больших круизных и грузовых судов, осуществляющих определённые грузоперевозки в Доминику и из Доминики. Контроль за портами страны осуществляет Управление воздушных и морских портов Доминики (англ. Dominica Air & Sea Ports Authority; DASPA).